# ジルケ・オットー
ジルケ・オットー（Sylke Otto、1969年7月6日 - ）は、ドイツの女子リュージュ選手である。カール＝マルクス＝シュタット（現在のケムニッツ）出身。1991年から2007年にかけて活躍した。
オリンピックには3大会に出場し、2002年ソルトレークシティオリンピックと2006年トリノオリンピックで金メダルを獲得した。
リュージュ世界選手権では計6個の金メダルを獲得（一人乗り：2000年、2001年、2003年、2005年　混合団体：2003年、2005年）している。またリュージュ・ワールドカップでは4度総合優勝（1994-95、1999-00、2002-03、2003-04）を達成した。
2007年1月に現役を引退、同年5月に長女を出産した。